# ینی‌سئی ۱۵۸۰۴
سیارک ۱۵۸۰۴ (به انگلیسی: 15804 Yenisei، نامگذاری:1994EY5) پانزده هزار و هشتصد و چهارمین سیارک کشف شده‌است که در ۹ مارس ۱۹۹۴ کشف شد.
قدر مطلق سیارک برابر ۲۸.۲ است.